# پدی مک‌گینس
پاتریک جوزف مک‌گینس (به انگلیسی: Patrick Joseph McGuinness) (زاده ۱۴ اوت ۱۹۷۳) بازیگر، کمدین و مجری تلویزیونی انگلیسی است.
او با کمک پیتر کی به شهرت رسید. این کمدین انگلیسی از مک‌گینس دعوت کرد تا در برنامه‌هایش از جمله «جاده مکس و پدی به ناکجاآباد» ظاهر شود. او بیشتر به خاطر نقش‌هایش در کانال ۴، آی‌تی‌وی و بی‌بی‌سی شناخته می‌شود. او اجرای برنامه‌هایی مانند منو بیرون کن در شبکه آی‌تی‌وی را به عهده داشت. او همچنین از سال ۲۰۱۹، به‌عنوان یکی از سه میزبان اصلی برنامه تخت‌گاز به همراه کریس هریس و فردی فلینتوف اجرای این برنامه را به عهده دارد.
او در سال ۲۰۲۱ به‌عنوان میزبان جدید پرسش ورزشی جایگزین سو بارکر شد و اجرای فصل ۵۱ این برنامه سرگرمی را به عهده گرفت. در ۱ دسامبر ۲۰۲۱ یک مستند صریح و احساسی به نام «پدی و کریستین مک گینس: خانواده ما و اوتیسم» در بی‌بی‌سی وان نمایش داده شد.
مک‌گینس بین سال‌های ۲۰۱۴ و ۲۰۱۷ در رادیو نیز فعالیت داشت. او نمایش رادیویی خود را در ایستگاه‌های بائر سیتی ۱ (سراسر شمال انگلستان) اجرا می‌کرد. مک‌گینس در سال ۲۰۱۰، کتابی با عنوان راهنمای من به شمال، و در سال ۲۰۲۱ کتاب زندگی‌نامه خود را با نام زندگی من منتشر کرد. او افزون بر حضور در چندین رئالیتی شو و نقش‌آفرینی در سریال‌ها و فیلم‌های تلویزیونی مختلف، در یک فیلم سینمایی کمدی بریتانیایی با نام Keith Lemon: The Film محصول ۲۰۱۲ در نقش گری بازی کرده‌است.